# Petr Procházka
Petr Procházka, född den 26 mars 1964 i Hradec Králové, Tjeckien, är en tjeckisk kanotist, som i början av sin karriär tävlade för Tjeckoslovakien.
Han tog bland annat VM-guld i C-4 200 meter i samband med sprintvärldsmästerskapen i kanotsport 1998 i Szeged.